# Cyrtopholis agilis
Cyrtopholis agilis là một loài nhện trong họ Theraphosidae.
Loài này thuộc chi Cyrtopholis. Cyrtopholis agilis được Mary Agard Pocock miêu tả năm 1903.